# Rajpur Sonarpur
Rajpur Sonarpur è una suddivisione dell'India, classificata come municipality, di 336.390 abitanti, situata nel distretto dei 24 Pargana Sud, nello stato federato del Bengala Occidentale. In base al numero di abitanti la città rientra nella classe I (da 100.000 persone in su).

## Geografia fisica
La città è situata a 22° 26' 18 N e 88° 25' 55 E e ha un'altitudine di 9 m s.l.m..

## Società

### Evoluzione demografica
Al censimento del 2001 la popolazione di Rajpur Sonarpur assommava a 336.390 persone, delle quali 173.591 maschi e 162.799 femmine. I bambini di età inferiore o uguale ai sei anni assommavano a 29.941, dei quali 15.472 maschi e 14.469 femmine. Infine, coloro che erano in grado di saper almeno leggere e scrivere erano 262.572, dei quali 144.196 maschi e 118.376 femmine.